# Arina Stoenescu
Arina Stoenescu, född 29 september 1969 i Bukarest i Rumänien, är en svensk konstnär, grafisk formgivare och översättare till rumänska. Hon driver förlaget pionier press.

## Biografi
Arina Stoenescu kom som flykting till Sverige 1987. Hon utbildade sig till grafisk formgivare vid Konstfack i Stockholm och har därefter arbetat som illustratör och formgivare, bland annat för tidskriften Ordfront magasin.
1991 startade hon förlaget pionier press. I förlagets profil ingår att ge ut tvåspråkiga böcker på svenska och rumänska.
Arina Stoenescu uppmärksammades 2000 för konstinstallationen Smärtans Arkiv som gjordes tillsammans med den rumänska regissören Cristi Puiu och konstnären Ștefan Constantinescu. Installationen lyfte fram vittnesmål givna av personer som varit politiska fångar i Rumänien under tidsperioden 1945–1965. Den visades i Bukarest och Vilnius, och delar av projektet har dokumenterats i en antologi.
Våren 2016 var Arina Stoenescu delaktig i öppnandet av Barnens romska bibliotek (Biblioteca romilor pentru copii) i Bukarest i Rumänien. Initiativet till biblioteket togs av den svenska författaren Gunilla Lundgren, som Arina Stoenescu samarbetar med även som översättare.
Vid Lunds universitet forskar Arina Stoenescu om sambandet mellan typografi och politik med fokus på Rumänien under kommunisttiden. Hon arbetar som adjunkt på Södertörns högskola sedan 2003.